# Banu Murra (tribu)

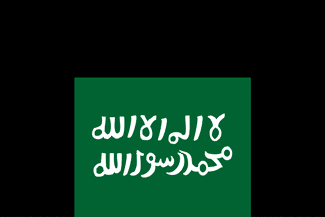
Bandera

Els Banu Murra foren una tribu nòmada (en procés de sendentarització) de l'Aràbia Saudita que tenia origen a la regió de Najran i nomaditzaven entre Najran i al-Ahsa a través del desert de Rub al-Kali.
Pretenen ser d'origen preislàmic i descendir dels Yam, fracció dels Hamdan. Al segle xx estaven dividits en 7 o 8 clans i el seu nombre s'estimava en 15.000 vers 1965. Tenen un xeic suprem que resideix a Abkaik però la tribu de fet mai es reuneix, tot i que segurament ho feien en temps de guerra al segle xix.
Al segle xviii van donar suport als wahhabites i quan Abd al-Aziz ibn Saud (1765-1803) va perdre el poder es va refugiar als oasis dels Banu Murra que li van donar refugi i el van reconèixer com emir adoptant la bandera wahabita dins la seva bandera tradicional negra, i el van ajudar en la lluita. Sempre van donar suport als saudites i l'aliança es va cimentar en diversos matrimonis entre els Al Saüd i el clan governant dels Banu Murra. Als primers anys del segle xx els al-Ikhwan els van voler sedentaritzar però no s'hi van adaptar; el 1970 encara eren nòmades i només molt recentment han començat a establir-se de manera permanent.